# Pfennigblättriges Veilchen
Das Pfennigblättrige Veilchen (Viola nummulariifolia) ist eine Pflanzenart aus der Gattung Veilchen (Viola) innerhalb der Familie der Veilchengewächse (Violaceae). Es kommt nur auf Korsika und in den Seealpen vor.

## Beschreibung

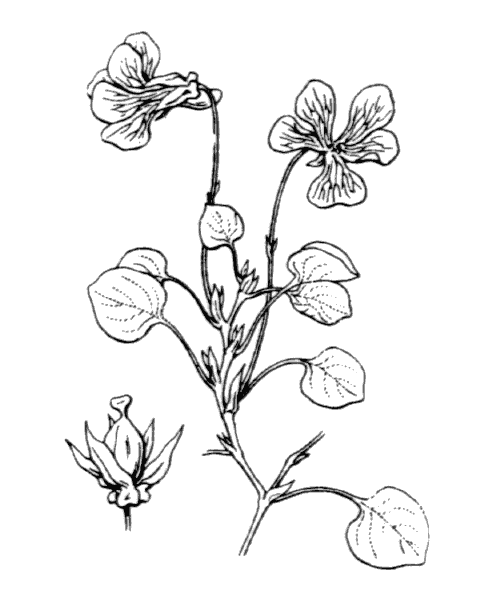
Illustration: gut zu erkennen ist der Habitus, die gestielten Laubblätter und die zygomorphen Blüten mit ihrem Sporn.

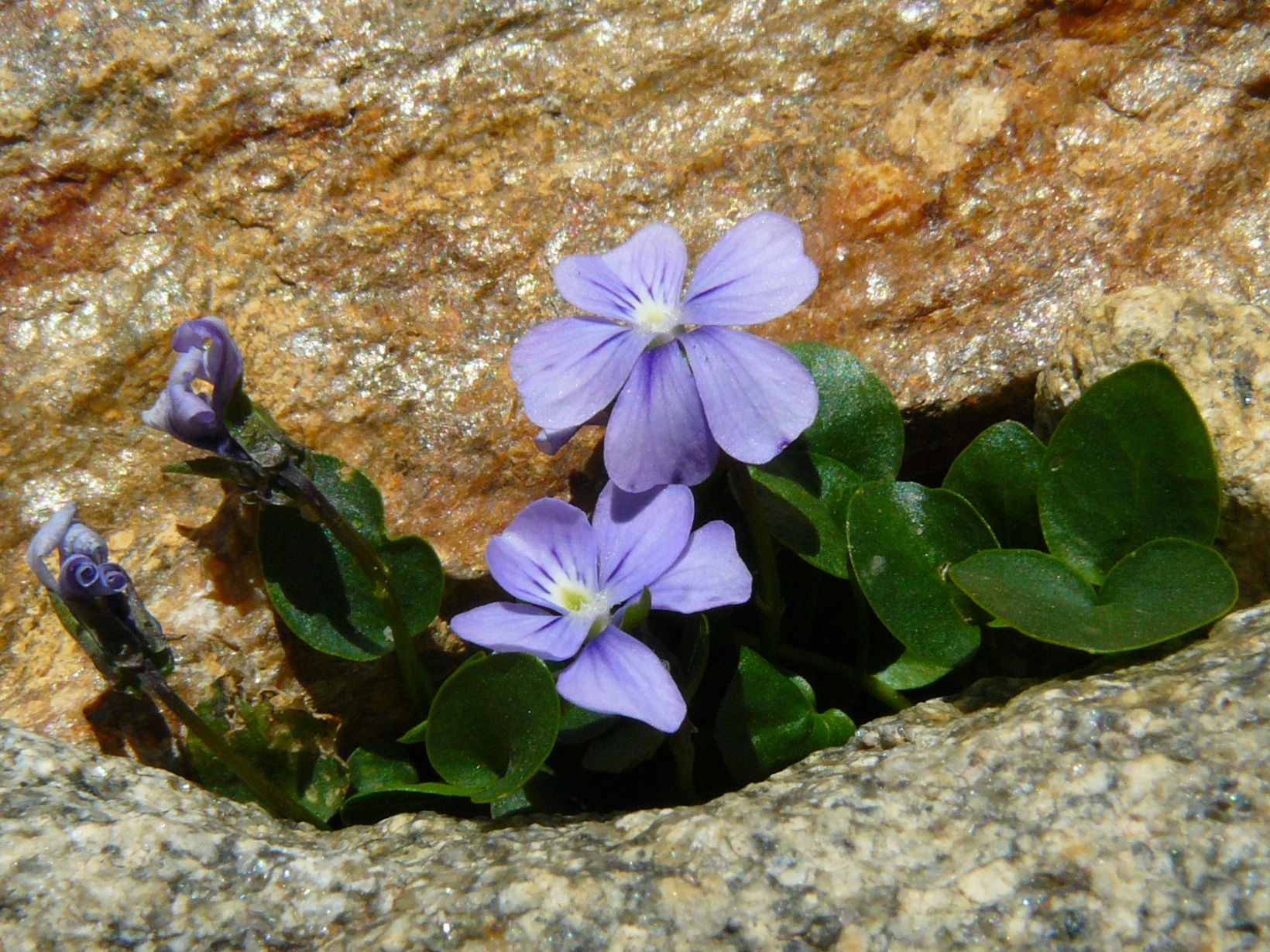
Habitus und Blüten des Pfennigblättrigen Veilchens in einer Höhenlage von etwa 2700 Meter an der Testa di Malinvern (Parco Naturale delle Alpi Marittime) in den Seealpen. Gut ist das kristalline Silikatgestein des Standortes zu erkennen.

### Vegetative Merkmale
Das Pfennigblättrige Veilchen wächst als ausdauernde, krautige Pflanze und erreicht Wuchshöhen von 3 bis 5 Zentimetern. An der Basis verzweigt sich die Sprossachse etwas. Die kurzen Stängel wachsen niederliegend. Die Pflanzenteile bilden keine Behaarung aus. Die wechselständig am Stängel verteilten Laubblätter sind gestielt. Der Blattstiel ist etwa so lang wie die Blattspreite. Die einfache, glänzend grüne Blattspreite ist bei einer Länge von 1 bis 2 cm eiförmig bis kreisrund oder herzförmig gestaltet. Der Blattrand ist ganzrandig. Bei den 5 Millimeter langen, länglich bis lanzettlich geformten und spitz zulaufenden Nebenblättern sind die weiter unten wachsenden ganzrandig, die weiter oben angeordneten  besitzen einen gezähnten Blattrand.

### Generative Merkmale
Die Blütezeit erstreckt sich von Juli bis September. Die Blüten stehen auf relativ langen Blütenstielen einzeln in den Blattachseln.
Die zwittrigen Blüten sind zygomorph und fünfzählig mit doppelter Blütenhülle. Die fünf Kelchblätter sind bei einer Länge von 4 bis 6 Millimeter lanzettlich und oft mit stumpfem oberen Ende. Von den fünf hellblauen Kronblättern sind die seitlichen abgespreizt oder den unteren genähert. Die 10 bis 12 mm lange Blütenkrone besitzt einen weißen Schlund. Der gelbliche, stumpfe Sporn misst 1,5 Millimeter bis 3 Millimeter Länge. Er überragt die Kelchanhängsel. Die Narbe weist eine trichterförmige Aushöhlung auf.
Bei der rundlichen, kurz zugespitzten Kapselfrucht beträgt ihre Länge etwas weniger als die des Kelchs.

## Vorkommen
Das Pfennigblättrige Veilchen ist auf Korsika und in den französischen sowie italienischen Seealpen heimisch.
Es gedeiht ausschließlich auf Silikatgestein in Schneetälchen und auf lange schneebedecktem Felsschutt in Höhenlagen von 1500 bis 2800 Metern.

## Trivialnamen
Der italienische Trivialname lautet Viola delle Alpi Marittime – übersetzt also „Meeralpen-Veilchen“; nicht zu verwechseln mit dem Seealpen-Veilchen (Viola valderia) mit dunkleren rötlich-violetten Blütenkronblättern.

## Taxonomie
Viola nummulariifolia wurde 1779 durch Dominique Villars in Prospectus de l'Histoire des Plantes de Dauphiné , 26 erstveröffentlicht.